# Armand de Gontaut, seigneur de Biron

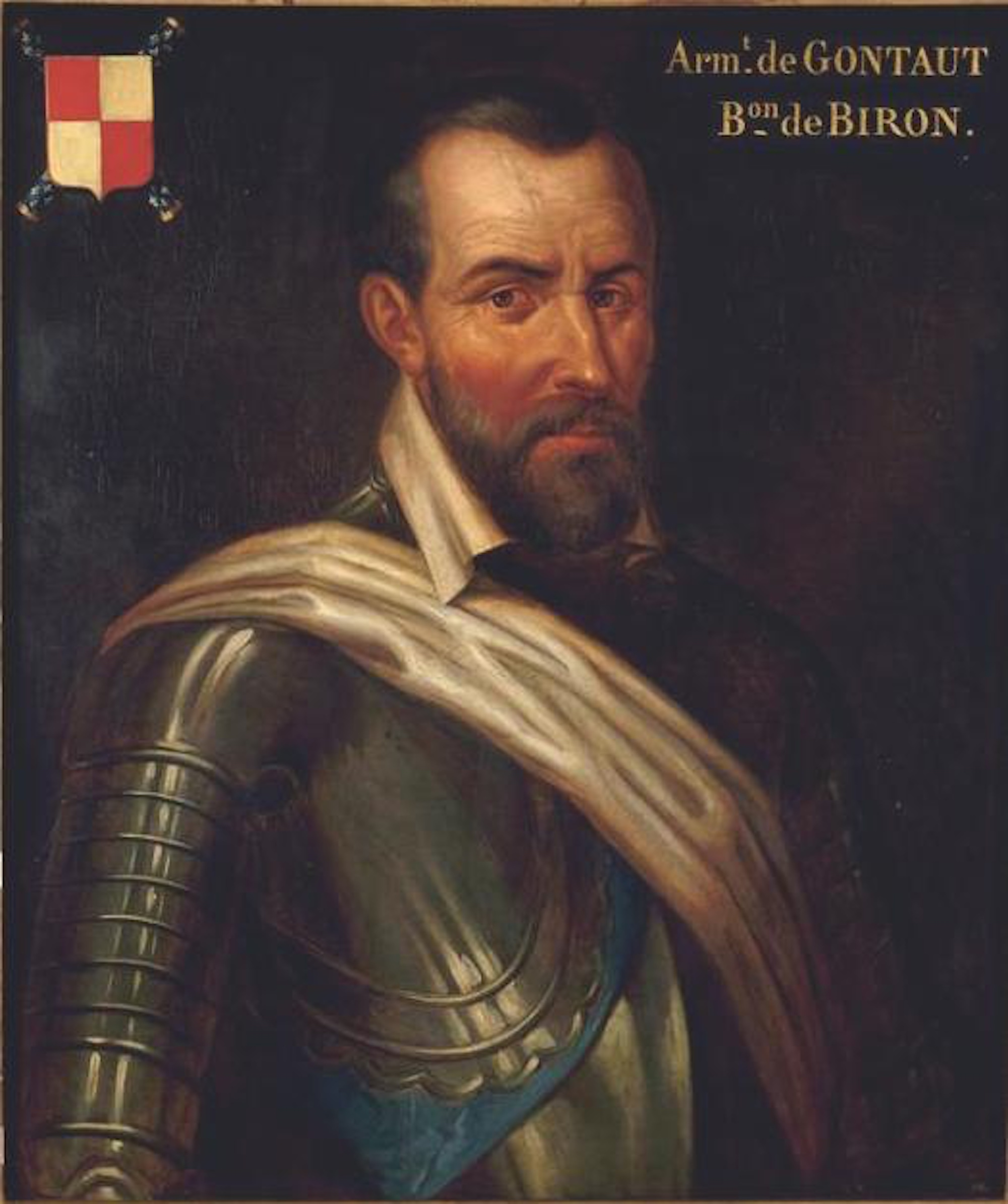
Armand de Gontaut, Porträt von Thierry Bellangé

Armand de Gontaut, seigneur de Biron (* 1524; † 26. Juni 1592 bei Épernay) war ein französischer Feldherr und Staatsmann, seit 1577 Marschall von Frankreich und Bürgermeister von Bordeaux. Er war einer von nur sieben Generalmarschällen von Frankreich.
Biron stammte aus einer alten Familie des Périgord mit Sitz auf Schloss Biron in der Dordogne. Er kämpfte, obwohl zu den Hugenotten neigend, in den Religionskämpfen aufseiten des Hofs in den Schlachten von Dreux, Saint-Denis, Moncontour und wurde 1569 von Karl IX. zum Großmeister der Artillerie und von Heinrich III. 1577 zum Marschall ernannt. Von 1577 bis 1581 war er als Vorgänger von Michel de Montaigne Bürgermeister von Bordeaux.
Nach Heinrichs III. Ermordung schloss er sich mit großem Eifer Heinrich IV. an, leistete diesem vortreffliche Dienste und fiel 1592 bei der Belagerung von Epernay.
Sein Sohn war der Marschall Charles de Gontaut, duc de Biron (1562–1602).